# 海南地不容
海南地不容（学名：Stephania hainanensis）是防已科千金藤属的植物，为中国的特有植物。分布于海南岛等地，目前尚未由人工引种栽培。
其种加词“hainanensis”意为“海南的”。